# Marcos Antonio García Nascimento
Marcos Antonio García Nascimento (født 21. oktober 1979) er en tidligere brasiliansk fodboldspiller.